# San Diego (Zacapa)
San Diego − niewielka miejscowość na południowym wschodzie Gwatemali, w departamencie Zacapa. Według danych szacunkowych z 2012 roku liczba mieszkańców wynosiła 612 osób. Miasto leży około 55 km na południowy zachód od stolicy departamentu miasta Zacapa, na granicy z departamentem Jalapa. San Diego leży na wysokości 712 m n.p.m., w górach Sierra de las Minas.  

## Gmina San Diego
Miejscowość jest także siedzibą władz gminy o tej samej nazwie, która jest jedną z dziesięciu gmin w departamencie. W 2012 roku gmina liczyła 5 931 mieszkańców, a w jej skład oprócz miejscowości Río Hondo wchodziło 14 wsi i osad. Gmina jak na warunki Gwatemali jest średniej wielkości, a jej powierzchnia obejmuje 112 km².
Mieszkańcy, według danych z 2006 roku, utrzymują się głównie rolnictwa (79%), handlu (7%), usług (5%) i innych. W rolnictwie oprócz uprawianych w całej Gwatemali kukurydzy, fasoli i pomidorów to największy wolumen produkcji stanowi uprawa kawy. 
Klimat gminy jest równikowy, ciepły i stosunkowo suchy. Według klasyfikacji Köppena należy do klimatów tropikalnych monsunowych (Am), z wyraźną porą deszczową występującą od maja do września. Średnioroczna suma opadów wynosi od 750-1000 mm. Temperatura powietrza zawiera się w przedziale pomiędzy 10,5 a 32,0ºC i wynosi średnio 20,0ºC. Około 30% terenu gminy pokryte jest dżunglą.